# Eyalato de Monastir
El eyalato de Monastir (turco: Eyalet-i Monastir) fue un eyalato del Imperio otomano. A menudo confundido por la historiografía con el eyalato de Rumelia, en realidad era un estado diferente de su predecesor, especialmente debido al tamaño más pequeño de Monastir.

## Divisiones administrativas
Los sanjacados del eyalato de Monastir a mediados del siglo XIX fueron:
1. Sanjacado de Scutari (Shkodër)
2. Sanjacado de Okhri
3. Sanjacado de Monastir (Bitola)
4. Sanjacado de Kesryé (Kastoria)